# Túnel de l'antic telefèric del collet de Vallcebre
El Túnel de l'antic telefèric del collet de Vallcebre és una obra de Vallcebre (Berguedà) protegida com a Bé Cultural d'Interès Local.

## Descripció
El túnel de Vallcebre es va construir per passar el telefèric que extreia carbó de la mina de Tumí. Són dos túnels, un a continuació de l'altre, que foraden la roca de l'Esdevella i que permeten passar a l'altre cantó de la muntanya. El motiu de la construcció va ser per fer baixar les vagonetes de carbó de Vallcebre al Collet.
L'inici del trajecte del telefèric es trobava entre les mines de Tumí i Maria. Per sobre del poble de Vallcebre. Un primer tram sense gaire desnivell portava les vagonetes fins a la roca de l'Esdavella, on s'iniciava un fort pendent. Uns anys més tard, a causa dels problemes que comportava aquest gran desnivell, es van foradar aquests túnels per sota d'aquest punt per reduir-lo encara més. Al seu interior hi havia quatre pilones molt baixes. A partir d'aquí, anava disminuint l'alçada progressivament, passant prop de cal Tutó i cal Nai i per sobre de cal Metge. Des del poble anava en direcció a la Foradada on el desnivell se suavitzava fins a arribar a l'estació de Griera, primerament, i després fins al Collet. Els forts desnivells van fer que la instal·lació i l'explotació del telefèric fossin dificultoses. Wagner, l'enginyer alemany que havia impulsat les mines de Peguera, fou l'encarregat de la realització de l'obra.
El túnel és de volta de canó rebaixada i el primer tram, al que s'accedeix a través d'un camí senyalitzat amb escales a l'aire lliure. El primer tram és planer, mentre que el segon tram baixa en desnivell fins al punt on iniciava el trajecte el telefèric penjant, i on actualment hi ha un mirador. El conjunt es troba en una zona de gran interès paisatgístic i geològic, al costat del torrent del Forat Negre, que forma un gorg a la zona de l'Empalomar, i on actualment s'hi practica el barranquisme.
Aquesta cova és considerada zona d'interès geològic pel dipòsit de luctites vermelles que té. Apareix a l'inventari d'espais d'interès geològic a Catalunya, redactat pel Departament de Territori i Sostenibilitat de la Generalitat de Catalunya.